# Žabljak (kanton zenicko-dobojski)
Žabljak – wieś w Bośni i Hercegowinie, w Federacji Bośni i Hercegowiny, w kantonie zenicko-dobojskim, w gminie Usora. W 2013 roku liczyła 659 mieszkańców, z czego większość stanowili Chorwaci.